# 布拉茨凱區

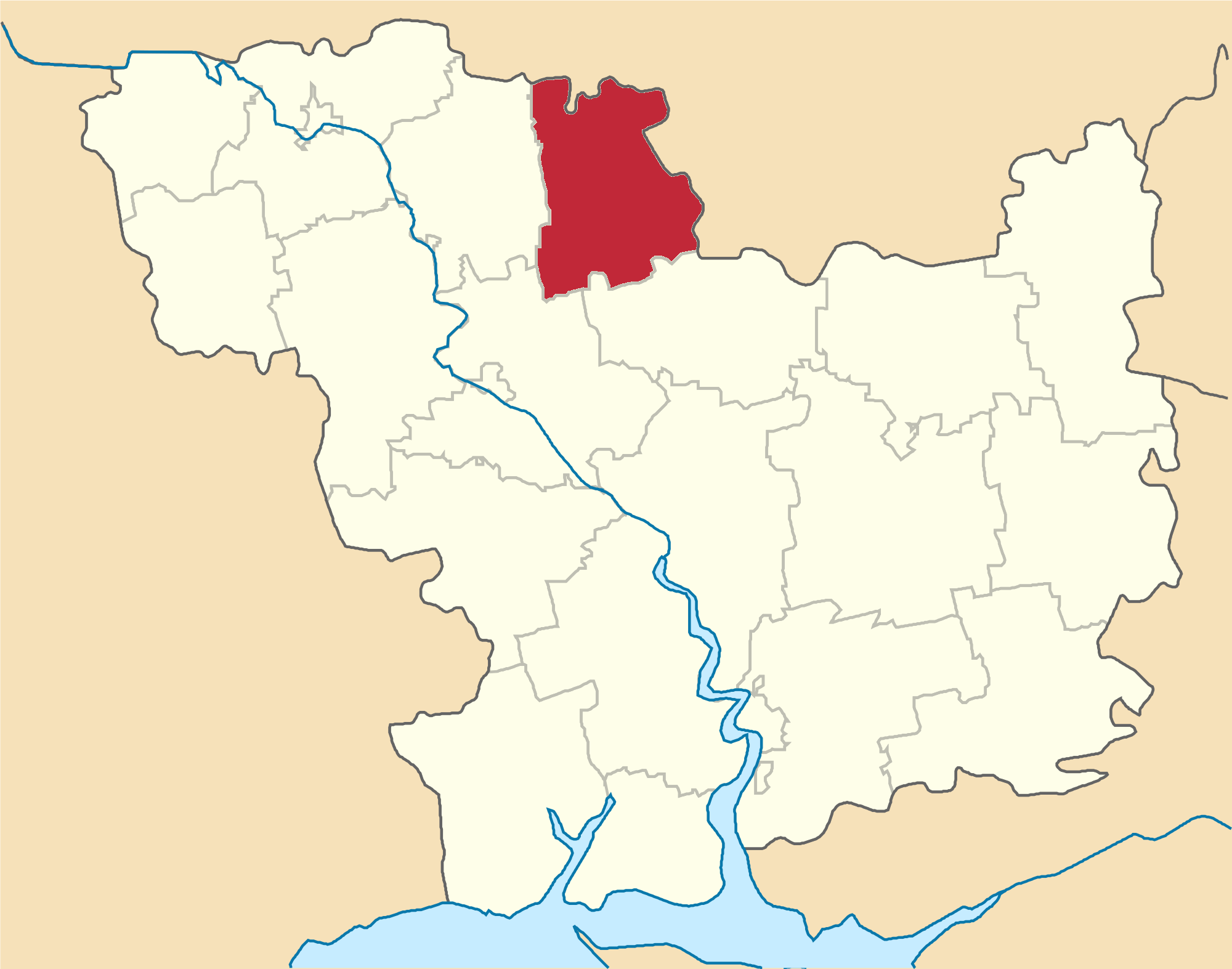
布拉茨凱區

布拉茨凱區（烏克蘭語：Братський район）是烏克蘭南部尼古拉耶夫州一個舊區，首府設於布拉茨凱，2020年烏克蘭行政區劃改革以後被撤銷。該區原面積1,100平方公里，2013年人口18,428人，人口密度每平方公里16.75人。

## 外部連結
- http://bratske.mk.gov.ua （页面存档备份，存于）